# Metaphryniscus sosai
El sapito rugoso del Marahuaka (Metaphryniscus sosai) es una especie de anfibios de la familia Bufonidae. Es la única especie del género Metaphryniscus. Es endémica del cerro Marahuaca (Venezuela). Habita en las zonas altas de ese tepuy. Se reproduce por desarrollo directo.